# Ланда (село)
Ланда — село в Тляратинском районе Дагестана. Административный центр сельского поселения сельсовет Шидибский.

## География
Расположено в 12 км к северо-северо-западу от районного центра — села Тлярата, на реке Сараор.

## Население
| 1939 | 1970 | 1989 | 2002 | 2010 | 2021 |
| ---- | ---- | ---- | ---- | ---- | ---- |
| 1    | ↗65  | ↗618 | ↘237 | ↗557 | ↘355 |